# Stefan Pawlikowski
Stefan Pawlikowski (ur. 11 października 1896 w Kozłowie, zm. 15 maja 1943 we Francji) – pułkownik pilot Wojska Polskiego, kawaler Orderu Virtuti Militari, pośmiertnie awansowany na generała brygady.

## Życiorys

### Młodość i I wojna światowa
Syn Władysława i Józefiny z domu Morawskiej. Uczył się w Wilnie, a maturę uzyskał w 1915 w Moskwie. Następnie studiował w Wyższej Szkole Technicznej w Moskwie.
Podczas I wojny światowej, w sierpniu 1916 został powołany do armii rosyjskiej i skierowany do lotnictwa. 1 lutego 1917 ukończył Szkołę Pilotów w Moskwie, po czym został wysłany do Wyższej Szkoły Pilotów w Pau we Francji (ówczesnego sojusznika Rosji). Następnie odbył kurs strzelania i taktyki walk powietrznych na Kursie Oficerów Broni w CazeauxW związku ze zmienioną sytuacją polityczną (rewolucja październikowa) nie wrócił już do Rosji, natomiast od 1 lipca 1918 został przydzielony do francuskiej 96. eskadry Spadów (Spa 96), latającej na myśliwcach SPAD XIII i zajmującej się w tym czasie m.in. zwalczaniem niemieckich balonów obserwacyjnych. Otrzymał stopień adjutant (odpowiednik stopnia chorążego). Niektóre źródła podają, że odniósł w tym okresie zwycięstwa powietrzne, jednakże brak jest ich potwierdzenia w danych francuskich. W listopadzie 1918 przeszedł w stopniu podporucznika do Armii Polskiej gen. Józefa Hallera we Francji.

### Wojna polsko-bolszewicka
W maju 1919 powrócił wraz z armią do Polski jako pilot eskadry Br.59, latającej na samolotach rozpoznawczych Breguet 14. Początkowo służył jako oblatywacz w Centralnych Warsztatach Lotniczych, a od kwietnia 1920 latał bojowo podczas wojny polsko-bolszewickiej jako pilot 19 eskadry myśliwskiej, na myśliwcach SPAD VII, między innymi walcząc nad Berezyną w okolicach Borysowa z samolotami eskadry Szyrinkina. 17 i 22 maja zestrzelił dwa balony obserwacyjne. Podczas wojny zestrzelił również samolot. Wysłany został do Włoch, skąd miał sprowadzić egzemplarz wzorcowy myśliwca Ansaldo A.1 Balilla, lecz na skutek niesprawności silnika zawrócił z trasy.

### Dwudziestolecie międzywojenne
Po wojnie służył w 1 Pułku Lotniczym w Warszawie, w stopniu porucznika, następnie kapitana, dowodząc 111 Eskadrą Myśliwską. Od października 1921 do marca 1922 latał jako cywilny pilot komunikacyjny na trasie Warszawa – Paryż. Uczestniczył także w rajdach lotniczych. We wrześniu 1922 zajął pierwsze miejsce z nawigatorem kpt. Bronisławem Wojtarowiczem w pierwszych polskich zawodach lotniczych – I Krajowym Locie Okrężnym na samolocie Breguet 14. Brał udział w grupowym przelocie nad Alpami samolotami Potez XV w 1924. W 1926 został dowódcą dywizjonu liniowego i eskadry szkolnej w 2 pułku lotniczym w Krakowie. 29 czerwca 1926, wracając po cywilnemu w towarzystwie oficerów i kobiet z przyjęcia w restauracji, po pijanemu, wdał się w kłótnię z taksówkarzem Henrykiem Stróżykiem, po czym po odprowadzeniu do warszawskiego X komisariatu policji, zastrzelił go tam z posiadanej broni, uznając, że został obrażony. 18 listopada 1926 został uznany za winnego i skazany na 3 lata twierdzy, wydalenie z wojska i pozbawienie odznaczeń, lecz w następnym roku został ułaskawiony przez prezydenta Mościckiego, z przywróceniem stopnia wojskowego oraz odznaczeń. 6 lipca 1929 został przeniesiony do 3 pułku lotniczego w Poznaniu. Początkowo dowodził eskadrą, a od 1932 III dywizjonem myśliwskim. W 1933 kierował polską ekipą na pokazach lotniczych w Bukareszcie. W kwietniu 1934 powrócił do 1 pułku lotniczego na stanowisko dowódcy IV dywizjonu myśliwskiego. W tym samym roku został wyznaczony na stanowisko zastępcy dowódcy pułku. W 1936 został awansowany na podpułkownika ze starszeństwem z dniem 1 stycznia 1936. W sierpniu 1938 objął dowództwo 1 pułku lotniczego. W 1939 został awansowany na pułkownika ze starszeństwem z dniem 19 marca 1939 w korpusie oficerów lotnictwa.

### II wojna światowa
Po ogłoszeniu mobilizacji, przed wybuchem II wojny światowej, został wyznaczony dowódcą Brygady Pościgowej, współorganizując system informowania o atakach lotnictwa niemieckiego oparty na posterunkach obserwacyjnych. Po kampanii wrześniowej przedostał się do Francji, gdzie został komendantem polskiego Centrum Wyszkolenia Lotnictwa zorganizowanego 15 grudnia 1939 w bazie Lyon-Bron. Organizował tam polskie jednostki myśliwskie. Na skutek konfliktu z francuskim komendantem, 20 maja 1940 został jednak odwołany, a 23 maja przydzielony do polskiego dywizjonu I/145 w Villacoublay pod Paryżem, co usprawniło pracę jednostki dzięki kontaktom Pawlikowskiego we francuskim lotnictwie. Po klęsce Francji, organizował ewakuację żołnierzy dywizjonu z La Rochelle statkiem do Wielkiej Brytanii, w dniach 19–21 czerwca. Początkowo został komendantem Centrum Wyszkolenia Lotniczego w Blackpool, a od 6 listopada 1941 był polskim oficerem łącznikowym w brytyjskim dowództwie lotnictwa myśliwskiego (RAF Fighter Command), pełniąc faktycznie funkcję dowódcy polskiego lotnictwa myśliwskiego i uzyskując brytyjski stopień Group Captain. Podobnie jak nieco starszy gen. inż. Ludomił Rayski był wyjątkowym przypadkiem pilota biorącego udział w walkach na obszarach obu wojen światowych.
Brał ochotniczo udział w lotach bojowych, m.in. 19 sierpnia 1942 podczas osłony desantu pod Dieppe (na Spitfire Mk. Vb, numer WX-C z 302 dywizjonu). Poległ 15 maja 1943, biorąc udział w locie bojowym 315 dywizjonu myśliwskiego „Dęblińskiego” nad Francją na myśliwcu Spitfire Mk.IX (numer PK-M), w osłonie operacji bombowej Circus 297, mającej atakować lotniska w Caen i Carpiquet. Samolot Pawlikowskiego spadł na wybrzeżu Atlantyku k. Meuvaines na zachód od Caen, pilot poniósł śmierć. Zestrzelenie Pawlikowskiego przypisywano w literaturze niemieckiemu asowi kpt. Erichowi Rudorfferowi na myśliwcu Fw 190A z jednostki II./JG 2, jednakże zgłosił on zestrzelenie dwóch Spitfire’ów ok. 200 kilometrów dalej, nad Senarpont. Prawdopodobnym zwycięzcą mógł być Uffz. Günther Paulus, również na Fw 190A z II./JG 2, który zgłosił zestrzelenie w tym rejonie, aczkolwiek mógł trafić również utracony samolot sierż. Piotra Lewandowskiego (który trafił do niewoli). Nie można wykluczyć także zestrzelenia przez artylerię przeciwlotniczą na wybrzeżu. Stefan Pawlikowski został pochowany w Meuvaines, po wojnie ekshumowany i przeniesiony na cmentarz w Grainville-Langannerie. Zestrzelił dwa balony i 1 samolot.
Naczelny Wódz gen. broni Władysław Anders mianował go pośmiertnie generałem brygady ze starszeństwem z dniem 1 stycznia 1964 w korpusie generałów.

## Ordery i odznaczenia
- Krzyż Srebrny Orderu Wojskowego Virtuti Militari nr 3266 (8 kwietnia 1921)[18][19]
- Krzyż Walecznych (czterokrotnie)
- Złoty Krzyż Zasługi (16 marca 1934)[20]
- Medal Pamiątkowy za Wojnę 1918–1921
- Medal Dziesięciolecia Odzyskanej Niepodległości
- Polowa Odznaka Pilota nr 34 (11 listopada 1928)[21]
- Krzyż Komandorski Orderu Imperium Brytyjskiego (Wielka Brytania)
- Krzyż Komandorski Orderu Wazów (Szwecja, 1936)[22]
- Krzyż Komandorski II Klasy Orderu Miecza (Szwecja, 1936)[23]
- Krzyż Oficerski Orderu Korony Jugosłowiańskiej (przed 1935)[24]
- Krzyż Kawalerski Orderu Legii Honorowej (Francja)
- Krzyż Kawalerski Orderu Gwiazdy Rumunii (Rumunia, 1930)[25]
- Krzyż Wojenny z Palmami (Francja)
- rumuńska Odznaka Pilota (1929)[26]
- włoska Odznaka Pilota (1929)[26]

## Upamiętnienie
Imię Stefana Pawlikowskiego nadano 15 maja 1993 1 pułkowi lotnictwa myśliwskiego, którego tradycje następnie dziedziczyły 1 eskadra lotnictwa taktycznego i 23 Baza Lotnictwa Taktycznego.